# 大江戸五人男
『大江戸五人男』（おおえどごにんおとこ）は、1951年（昭和26年）11月22日公開の日本映画である。松竹製作・配給。監督は伊藤大輔。モノクロ、スタンダード、132分。
松竹映画30周年記念映画として、破格の製作費とオールキャストで製作された大作映画である。脚本家の八尋不二、柳川真一、依田義賢の3人によって結成された「火口会」が構成し、脚本を執筆した。ストーリーは幡随院長兵衛と水野十郎左衛門の対立が中心で、そこに岡本綺堂作『番町皿屋敷』のエピソードを盛り込んでいる。配収は1億2569万円で、1951年度の邦画配収ランキング第2位となった。

## スタッフ
- 監督：伊藤大輔
- 脚本：八尋不二、柳川真一、依田義賢
- 製作総指揮：大谷隆三
- 製作：月森仙之助
- 構成：火口会同人
- 撮影：石本秀雄
- 音楽：深井史郎
- 美術：角井平吉
- 製作補：小倉浩一郎
- 助監督：渡辺実、的井邦雄
- 時代考証：甲斐庄楠音
- 茶事指導：井口海仙

## キャスト
- 幡随院長兵衛：阪東妻三郎

- 水野十郎左衛門：市川右太衛門（東映）

- 長兵衛女房お兼：山田五十鈴

- 腰元おきぬ：高峰三枝子

- 魚屋宗五郎：月形龍之介
- 白井権八：高橋貞二
- 高見澤備中守：高田浩吉

- 水木あやめ：河原崎権三郎
- 妙姫：小月冴子（松竹歌劇団）
- 小紫：花柳小菊
- 唐犬権兵衛：進藤英太郎
- 近藤登之助：三島雅夫
- 大久保彦左ヱ門：山本礼三郎
- 松平伊豆守：二代目市川小太夫
- 佛の小平：三井弘次
- 石谷将監：大友柳太朗
- 上使成瀬：海江田譲二
- 夢の市郎兵衛：阿部九洲男
- 出尻兵衛：永田光男
- 君使はつ：若杉曜子
- 芸者かつ：鮎川十糸子
- 老母お岸：毛利菊枝（劇団くるみ座）
- 仲居お萬：草島競子
- 老女千草：六條奈美子
- 宗太郎女房お末：月宮乙女
- 渡辺綱左衛門：山路義人
- 卜部季五郎：尾上栄五郎
- 坂田金平：天野刃一
- 旗本五十嵐：加賀邦男
- 旗本錦織：笹川冨士夫
- 小姓数馬：沢村アキオ（後の長門裕之）
- 放れ駒四郎兵衛：小堀明男
- 冥途の又八：青山宏
- 山村佐兵衛：葉山富之輔
- 並木冨輔：高松錦之助
- 供侍露木：椿三四郎
- 用人倉田：玉島愛造
- 新造百代：林喜美枝
- 桟敷の腰元：河上君栄

劇中劇「播州皿屋敷」
- 青山鉄山：河原崎権十郎
- おきく：河原崎権三郎
- 忠太：坂東蓑三郎
- 浄瑠璃：豊竹寿太夫
- 三味線：豊澤竹之助